# دینگ زیلین
دینگ زیلین (انگلیسی: Ding Zilin؛ زادهٔ ۲۰ دسامبر ۱۹۳۶) فعال حقوق بشر، و استاد دانشگاه اهل چین است.
او رهبر یک جنبش دموکراتیک چینی می‌باشد.